# Georg von Peuerbach
Georg von Peuerbach   (Peuerbach, 30 de maig de 1423 - Viena, 8 d'abril de 1461) (també Purbach, Peurbach o Purbachius) va ser un astrònom, matemàtic i constructor d'instruments científics d'ètnia germànica, inventor entre ells de la vara de Jacob. Com a astrònom cal destacar que és un dels primers precursors en Europa de l'heliocentrisme. A la cartografia lunar un dels cràters té el seu nom.

## Obres
Poc es coneix de la seva vida. Se sap que va estudiar a Viena i que, després, va viatjar per tot Europa entre 1448 i 1451. Va retornar a Viena el 1453 on va romandre quasi sempre, ja que va acceptar un càrrec a la cort del rei de Bohèmia i Hongria Ladislau V. Després de la fundació de l'observatori astronòmic d'Oradea el 1459, Peuerback hi va treballar durant uns anys i va utilitzar el meridià d'aquesta població com base de les seves Tabula Varadiensis, unes taules astronòmiques que van ser amplament utilitzades per navegants de totes les nacionalitats. L'observatori havia estat iniciativa del bisbe de la ciutat János Vitéz a instàncies del rei Maties Corví I Peuerback va gaudir del seu patrocini.

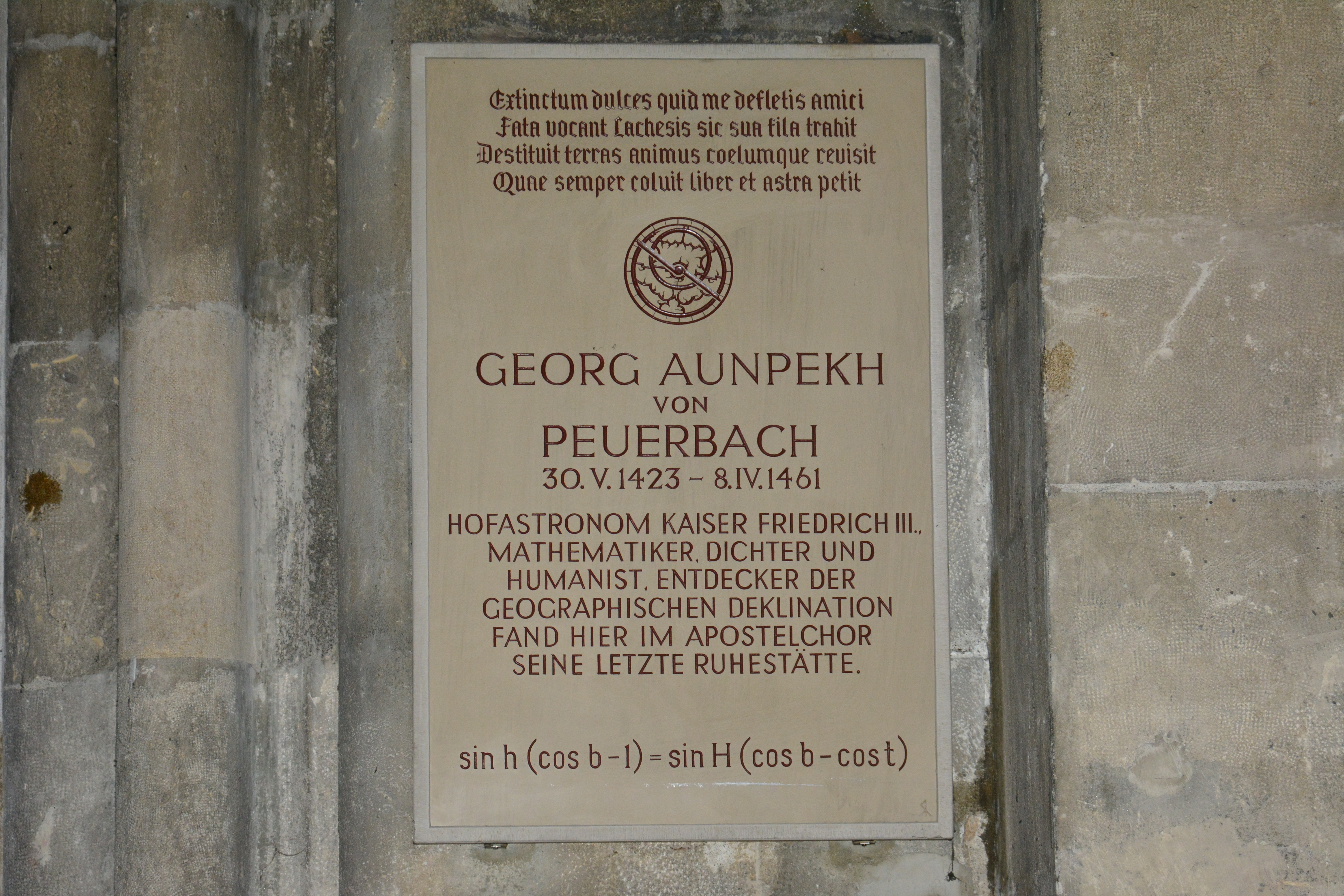
Tomba de Peuerback a la Catedral de Sant Esteve de Viena.

Entre les obres de Peurbach destaca la Theoricae novae planetarum  (editada de forma póstuma el 1472) com un dels tractats sobre el sistema ptolemaic més usats durant els segles següents. En aquesta obra es fa una introducció sistemàtica de l'Almagest de Ptolemeu, obra que fins llavors només havia estat coneguda a través de traduccions de l'àrab.
Això el portaria a plantejar un ambiciós projecte de traduir la gran obra de Ptolemeu des del seu original en grec, a partir d'uns manuscrits portats des de Constantinoble pel cardenal Bessarió, traducció que no va poder acabar a causa de la seva ràpida mort. Va ser el seu deixeble Regiomontanus qui es va encarregar de finalitzar la traducció.